# Santuario di Santa Felicita
Il santuario di Santa Felicita è un santuario ubicato a Rocca San Felice, nei pressi della Mefite, nella valle d'Ansanto.

## Storia e descrizione
Una prima chiesa venne costruita nel IV secolo per eliminare il culto pagano della dea Mefite dalla popolazione della zona: questa venne tuttavia distrutta a seguito dei terremoti del 1688 e del 1694. Fu ricostruita alla fine del XVII secolo per volere del sacerdote Giovanbattista Santoli. Un'ulteriore ricostruzione avvenne nel 1928, quando assunse l'aspetto definitivo, provocando però la perdita di numeroso materiale archeologico.
La facciata conserva il portale in pietra voluto nel XVIII secolo dal prete Vincenzo Maria Santoli. L'interno della chiesa è a navata unica; tre le opere una tela raffigurante il Martirio di Santa Felicita, attribuita a Ovidio Martino e risalente al 1573, un busto ligneo policromo di Santa Felicita del XVII secolo e in due nicchie laterali, le statue di Santa Lucia e Santa Felicita. In un locale attiguo alla chiesa sono conservati dei reperti archeologici rinvenuto sul posto.